# Ala ad-Din at-Tabrizi
Ala ad-Din at-Tabrizi (arabisch علاء الدين التبريزي, DMG ʿAlāʾ ad-Dīn at-Tabrīzī; * 1369; † 1405) war ein Schachspieler aus dem mittleren Osten. Seiner nisba zufolge dürfte er in der iranischen Stadt Täbris aufgewachsen sein oder gewirkt haben. Er galt als bester Spieler seiner Zeit und behauptete, vier Blind-Simultan-Partien sowie eine normale Partie gleichzeitig siegreich bestreiten zu können, während er sich mit Freunden unterhalte. Der Militärführer und Eroberer Timur soll ihn einmal mit folgenden Worten gelobt haben: „Du hast keinen Rivalen im Königreich des Schaches.“ At-Tabrizi veröffentlichte auch ein Schachbuch, das allerdings nicht überliefert ist, auf das sich aber spätere Autoren beziehen.
Über sein Leben ist wenig bekannt. Er war vermutlich Soldat, erblindete aber (wobei er sowohl davor als auch danach als schachliche Koryphäe galt) und arbeitete anschließend als Rechtsgelehrter.